# Robert Dorgebray
Robert Dorgebray (16 de outubro de 1912 — 29 de setembro de 2005) foi um ciclista francês que representou França nos Jogos Olímpicos de Verão de 1936 em Berlim, onde conquistou a medalha de ouro no contrarrelógio por equipes, ao lado de Robert Charpentier e Guy Lapébie; e terminou em quarto lugar na prova de estrada individual. Competiu no Tour de France nas edições de 1947 e 1949.